# Корпан, Александр Тихонович
Александр Тихонович Корпан (8 июня 1915 года, село Большие Угоны — 14 марта 2002 года, Нежин, Черниговская область, Украина) — главный технолог Нежинского консервного комбината Министерства пищевой промышленности Украинской ССР, Черниговская область. Герой Социалистического Труда (1971).

## Биография
Родился в 1915 году в рабочей семье в селе Большие Угоны (сегодня — Льговский район Курской области). В 1920 году вместе с родителями переехал в Нежин. В 1929 году окончил семилетку при станции Нежин, затем продолжил обучение в десятилетней школе при станции Гомель и позднее — в школе № 10 в Нежине. Потом поступил в Нежинский техникум овощеводства (сегодня — Нежинский агротехнический колледж), по окончании которого работал на Херсонском опорном пункте Украинской научно-исследовательской опытной станции овощеводства. Позднее работал на Одесской областной сельскохозяйственной научно-исследовательской станции (1935—1936).
В 1936 году поступил в Одесский технологический институт консервной промышленности, по окончании которого в 1941 году был назначен начальником томатного цеха Базорнинского консервного завода. Работал на этом предприятии в годы Великой Отечественной войны.
В 1947 году возвратился в Нежин, где стал работать начальником лаборатории на местном засолочном заводе (позднее — Нежинский консервный комбинат). В 1960 году назначен главным технологом комбината. Благодаря его деятельности комбинат стал одним из передовых предприятий консервной промышленности Украинской ССР. Указом Президиума Верховного Совета СССР от 26 апреля 1971 года «за выдающиеся успехи, достигнутые в выполнении заданий пятилетнего плана по развитию пищевой промышленности» удостоен звания Героя Социалистического Труда с вручением ордена Ленина и золотой медали Серп и Молот.
Трудился главным технологом на Нежинском консервном комбинате до выхода на пенсию в 1975 году.
Проживал в Нежине, где скончался в 2002 году.
Награды
- Герой Социалистического Труда
- Орден Ленина
- Орден Трудового Красного Знамени (21.07.1966)
- Медаль «За доблестный труд в Великой Отечественной войне 1941—1945 гг.»